# Балог Клара Федорівна
Кла́ра Федо́рівна Бало́г (нар. 17 липня 1928, Ужгород, Українська РСР — пом. 9 червня 2018, Ужгород, Закарпатська область, Україна) — українська балетмейстерка. Народна артистка УРСР.

## Короткий життєпис
Походить з багатодітної родини шевця Федора Керечаника.
1947 закінчила Ужгородське музично-педагогічне училище, учителем був Дезідерій Задор, з 1945 року — солістка балету — обдарованість помітив балетмейстер В. С. Ангаров. Викладала народно-сценічний танець у Київському хореографічному училищі, одночасно і сама брала уроки класичного танцю — у заслуженої артистки України Галини Березової.
З 1959 року працює балетмейстеркою Закарпатського народного хору.
Записувала і поставила на професійній сцені народні танці з різних районів Закарпаття:
- «Яроцька карічка»,
- «Бубнарський»,
- «Раковецький кручений»,
- «Кручена»,
- «Васильові цифри».

## Державні нагороди
- Орден князя Ярослава Мудрого V ст. (10 вересня 2008) — за визначний особистий внесок у розвиток українського хореографічного мистецтва, відродження фольклорної танцювальної спадщини, багаторічну плідну творчу діяльність[1]
- Почесна відзнака Президента України (22 серпня 1996) — за видатний особистий внесок у збагачення національної культурно-мистецької спадщини, вагомі творчі досягнення та з нагоди п'ятої річниці незалежності України[2]
- Орден княгині Ольги III ст. (6 жовтня 2003) — за вагомий особистий внесок у соціально-економічний і культурний розвиток Закарпаття, багаторічну сумлінну працю та з нагоди 1100-річчя від дня заснування міста Ужгорода[3]
- Орден Трудового Червоного Прапора (1960)
- Народна артистка УРСР (1974)
- Заслужена артистка УРСР (1957)